# Kerstin Knabe
Kerstin Knabe, född den 7 juli 1959 i Oschatz som Kerstin Claus, är en tysk före detta friidrottare som tävlade i häcklöpning för Östtyskland.
Knabe deltog vid två olympiska spel. Vid Olympiska sommarspelen 1980 i Moskva var hon i final och slutade på fjärde plats på 100 meter häck. Eftersom Östtyskland bojkottade Olympiska sommarspelen 1984 blev nästa olympiska spel Olympiska sommarspelen 1988 där hon blev utslagen i semifinalen.
Hon blev silvermedaljör vid VM 1983 i Helsingfors samt bronsmedaljör vid EM 1982 i Aten. 

## Personliga rekord
- 100 meter häck - 12,54 från 1982